# Sojuz TMA-2
Sojuz TMA-2 (ryska: Союз ТMA-2) var en flygning i det ryska rymdprogrammet. Flygningen gick till Internationella rymdstationen. Den transporterade Jurij Malentjenko och Edward T. Lu som var hela Expedition 7, till och från stationen. Farkosten sköts upp från Kosmodromen i Bajkonur med en Sojuz-FG-raket, den 26 april 2003. Man dockade med rymdstationen den 28 april 2003. 
Man lämnade rymdstationen den 27 oktober 2003. Några timmar senare återinträdde den i jordens atmosfär och landade i Kazakstan.
I och med att farkosten lämnade rymdstationen var Expedition 7 avslutad.